# Findling Vorhalle

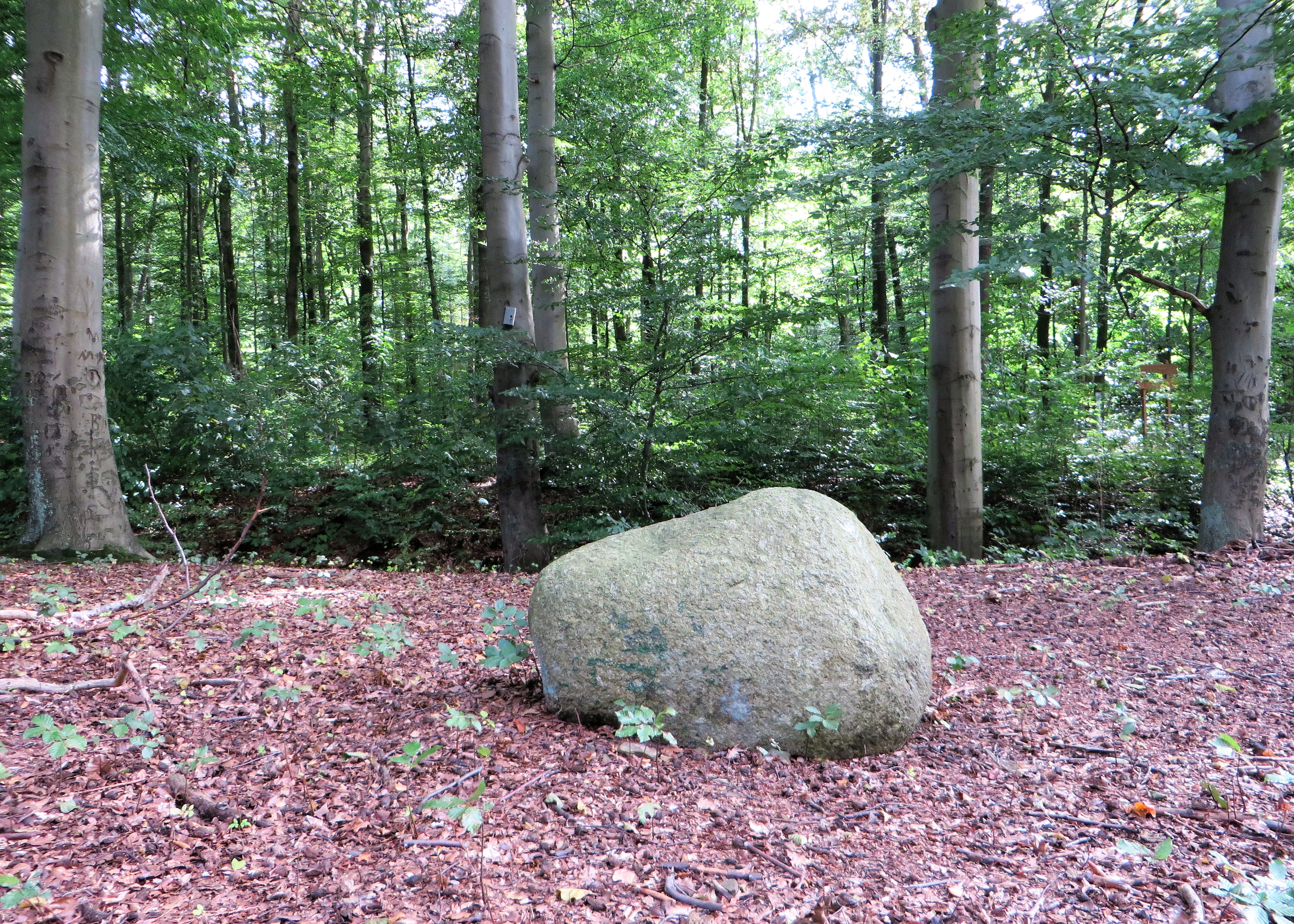
Findling Vorhalle

Der Findling Vorhalle befindet sich westlich des Ortsteils Vorhalle von Hagen. Er liegt in einem Waldstück am Hülsbergbach östlich der Straßenmündung Am Tempel/Im Stell. Der Findling besteht aus grauem Revsund-Granit aus Nordschweden. Er steht unter Schutz.